# Tekniska högskolan (metrostation)
Tekniska högskolan is een metrostation van de Stockholmse metro op de grens van de stadsdelen Östermalm en Norra Djurgården. De naam van het metrostation wijst naar de Koninklijke Technische Hogeschool die aan de noordkant (op de foto rechts) van het station Stockholm östra gevestigd is. Dit station is het zuidelijke eindpunt van de Roslagsbanan en tevens de stadskant van diverse buslijnen naar Roslagen, het landelijke gebied ten noordoosten van Stockholm. De huidige twee namen voor dezelfde locatie kunnen tot verwarring leiden.

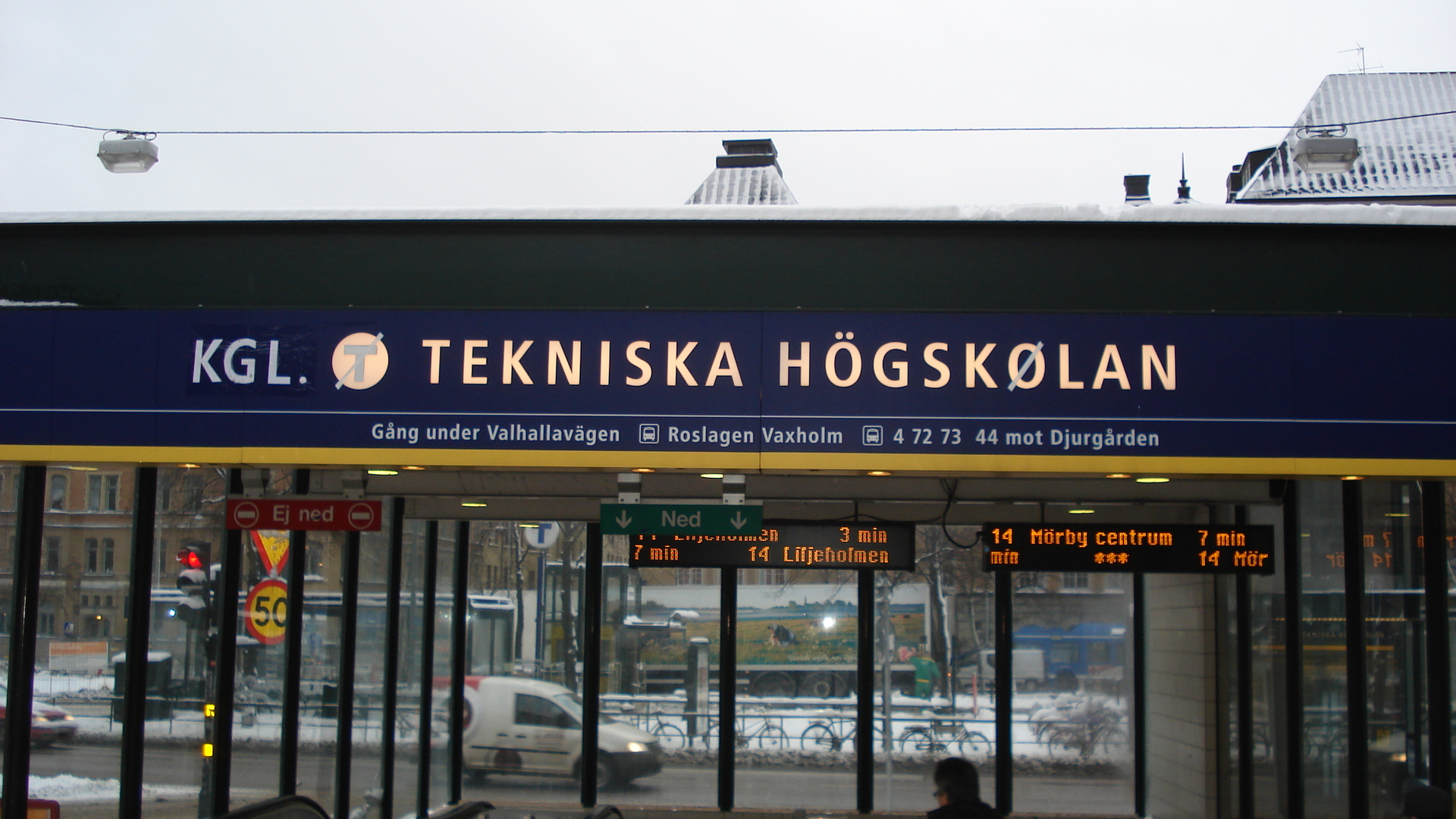
Stationstoegang. Eerstejaars van de technische hogeschool kregen de opdracht om KGL (Zweedse afkorting voor koninklijk) aan de stationsnaam toe te voegen. Dit is echter onjuist omdat alleen de school maar niet het station Koninklijk is. Daarnaast is de o gestreept terwijl die letter in het Zweeds niet bestaat.

Als de plannen om de Roslagsbanan in te korten waren gerealiseerd zou het metrostation naar alle waarschijnlijkheid de naam Stockholms östra (Stockholm Oost) of Östra station (Station Oost) hebben gekregen. Volgens deze plannen zou de metro worden doorgetrokken tot het noordelijker gelegen Täby en de Roslagbanan zou tot daar worden teruggelegd of zelfs geheel worden vervangen door busdiensten. De metroverlenging richting Täby werd ter hand genomen maar het verzet tegen het (gedeeltelijk) opheffen van de Roslagbanan, van zowel de gemeente Täby als de bevolking langs de lijn, was groot en na een referendum in 1980 besloot het bestuur van Stockholmlän om de Roslagsbanan op te knappen in plaats van te sluiten. Het gevolg is dat de rode route ten noorden van Stockholms östra/Tekniska högskolan ondergronds vrijwel dezelfde route volgt als de bovengrondse Roslagsbanan, al komt de metro niet noordelijker dan Mörby Centrum.
Het station ligt op 4,5 kilometer van Slussen onder de Valhallavägen tussen de Odengatan en de Drottning Kristinas väg. De perrons liggen op 4,5 meter boven zee in een kunstmatige grot op 18 meter onder het maaiveld. Het station werd geopend op 30 september 1973 en was tot 12 januari 1975 het noordelijke eindpunt van T24, de huidige T14. Het station werd in 1973, samen met het station Stadion, bekroond met de "Kaspar Salinprijs", de Zweedse architectuurprijs. Het hier toegepaste idee van een kunstgrot is daarna in Stockholm vrijwel standaard geworden voor ondergrondse stations.
Kunstenaar Lennart Mörk verzorgde de opsiering van het station rond het thema Elementen en natuurwetten met verwijzingen naar Christopher Polhem, Leonardo da Vinci, Isaac Newton, Nicolaus Copernicus en Johannes Kepler. Pronkstuk hiervan is de dodecaëder boven de verbindingsgang tussen de perrons.

## Fotogalerij

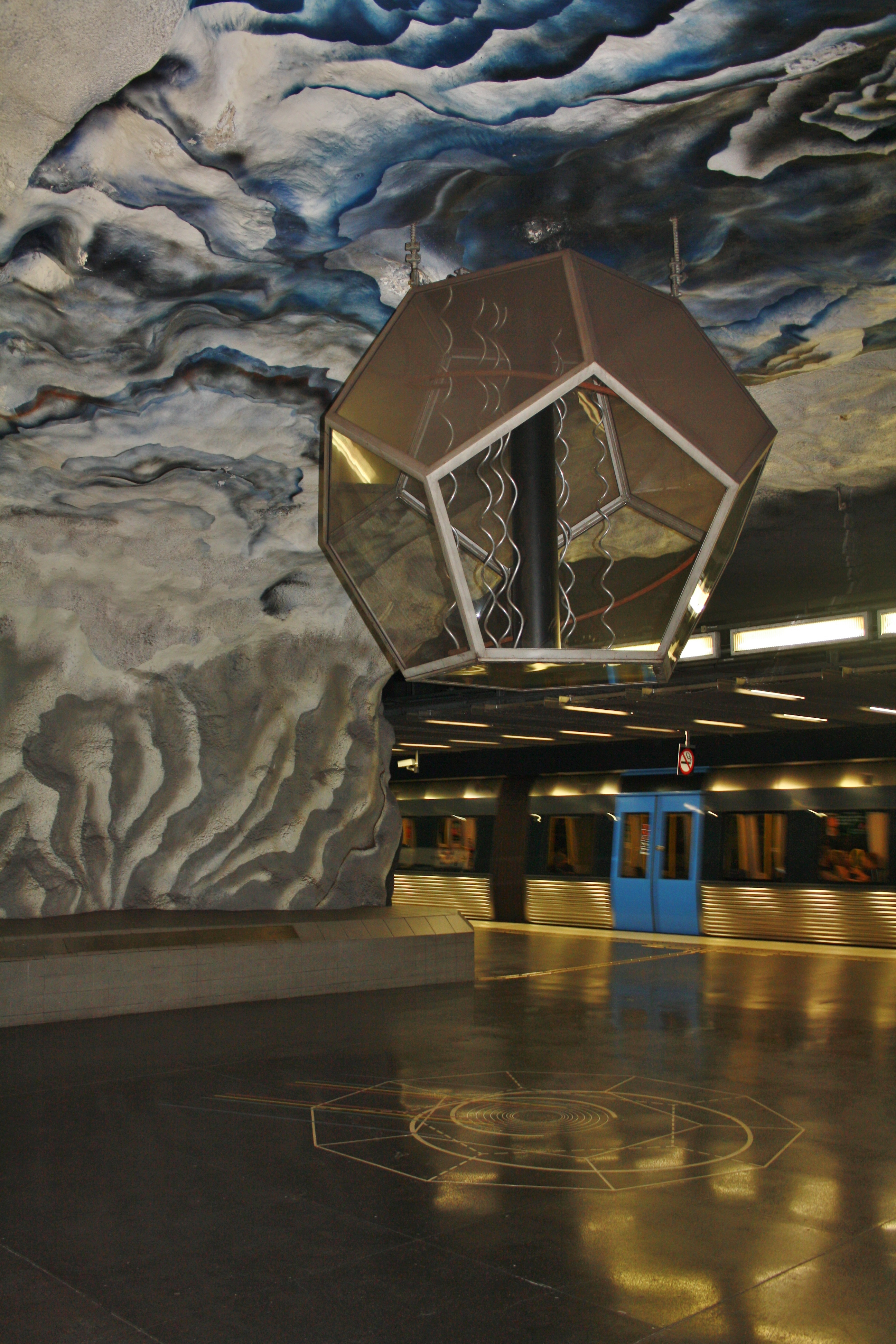
De dodecaëder aan het plafond..
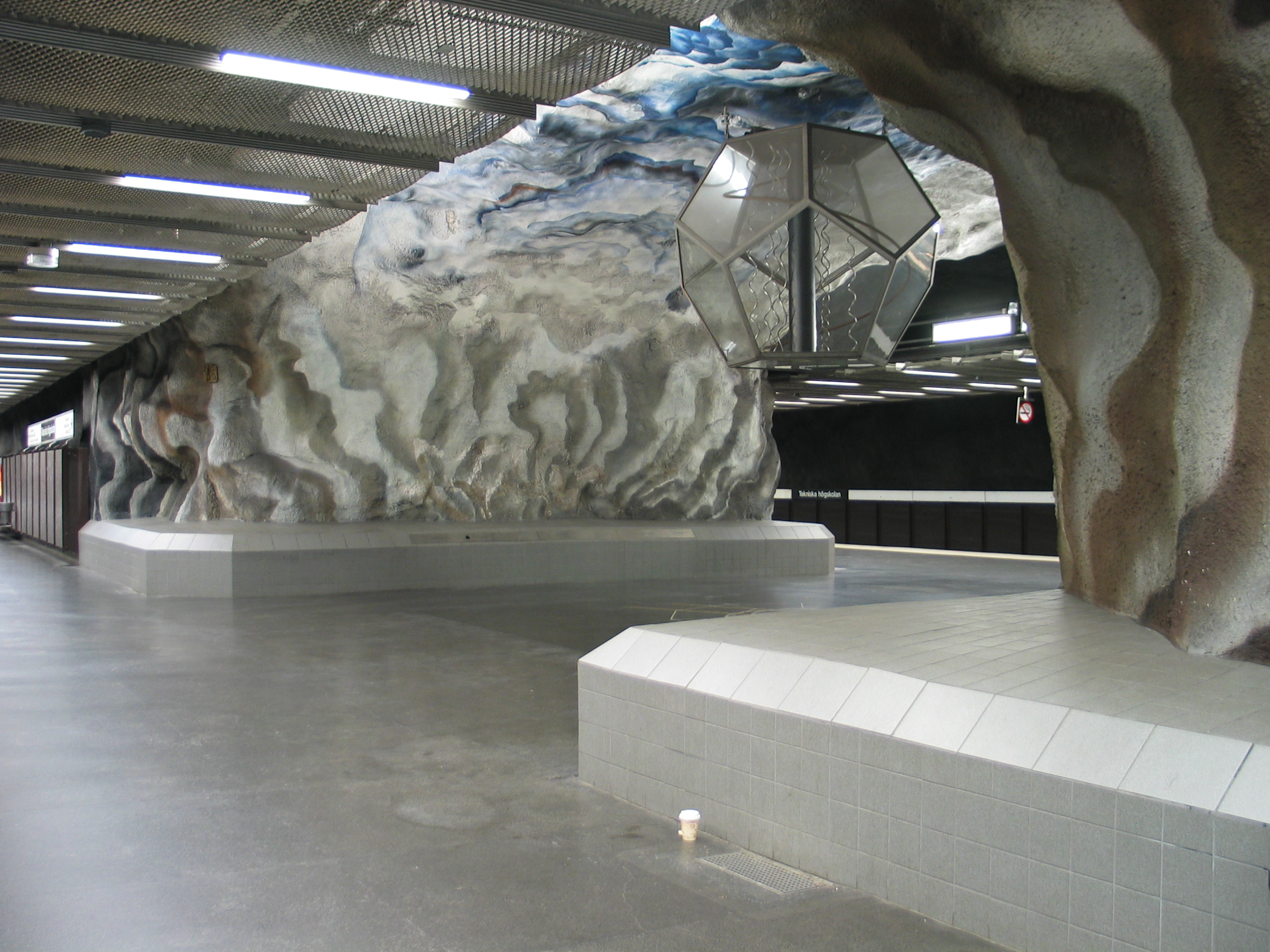
..boven de verbinding tussen de perrons.
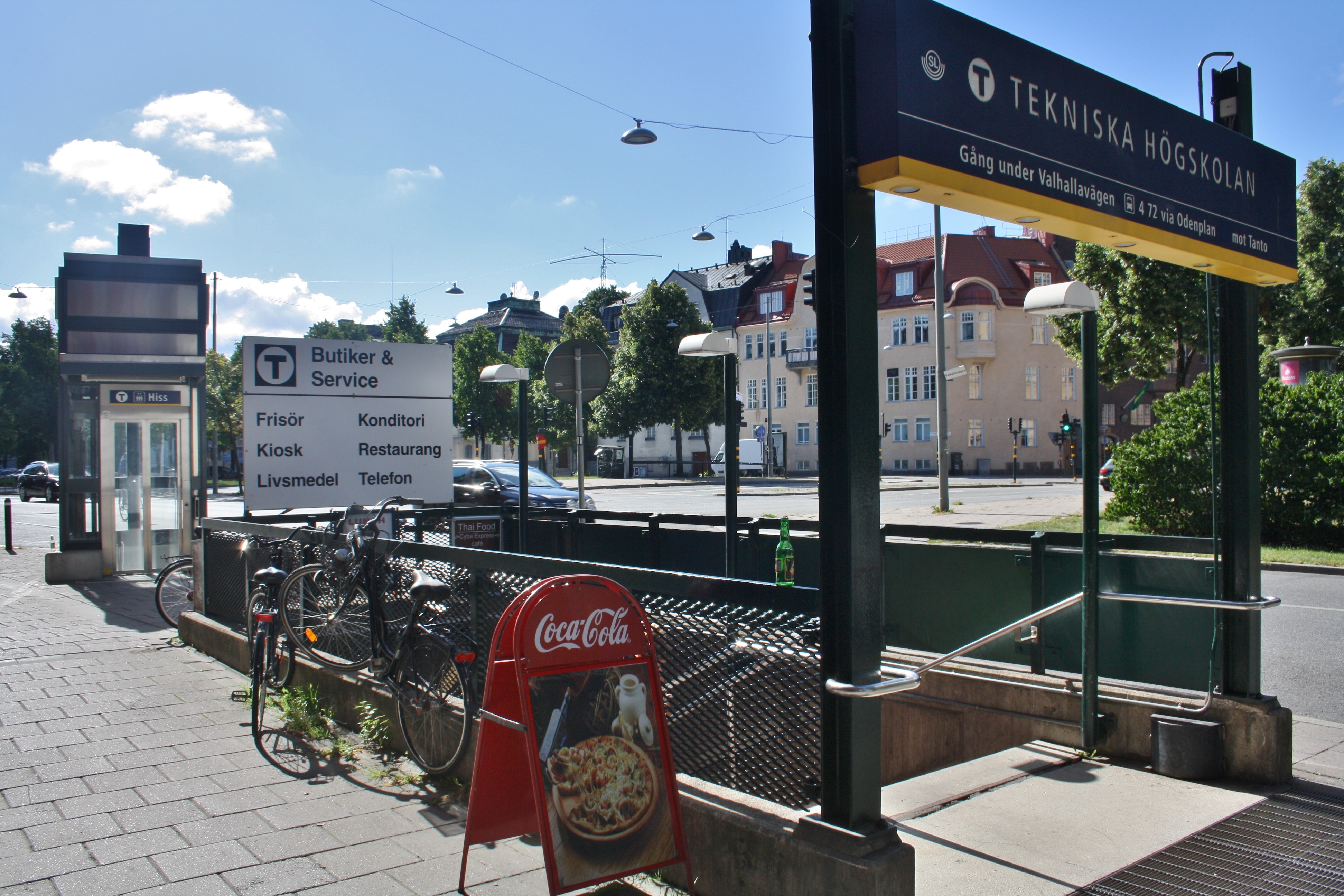
De noordelijke ingang bij de kruising Valhallavägen/Odengatan
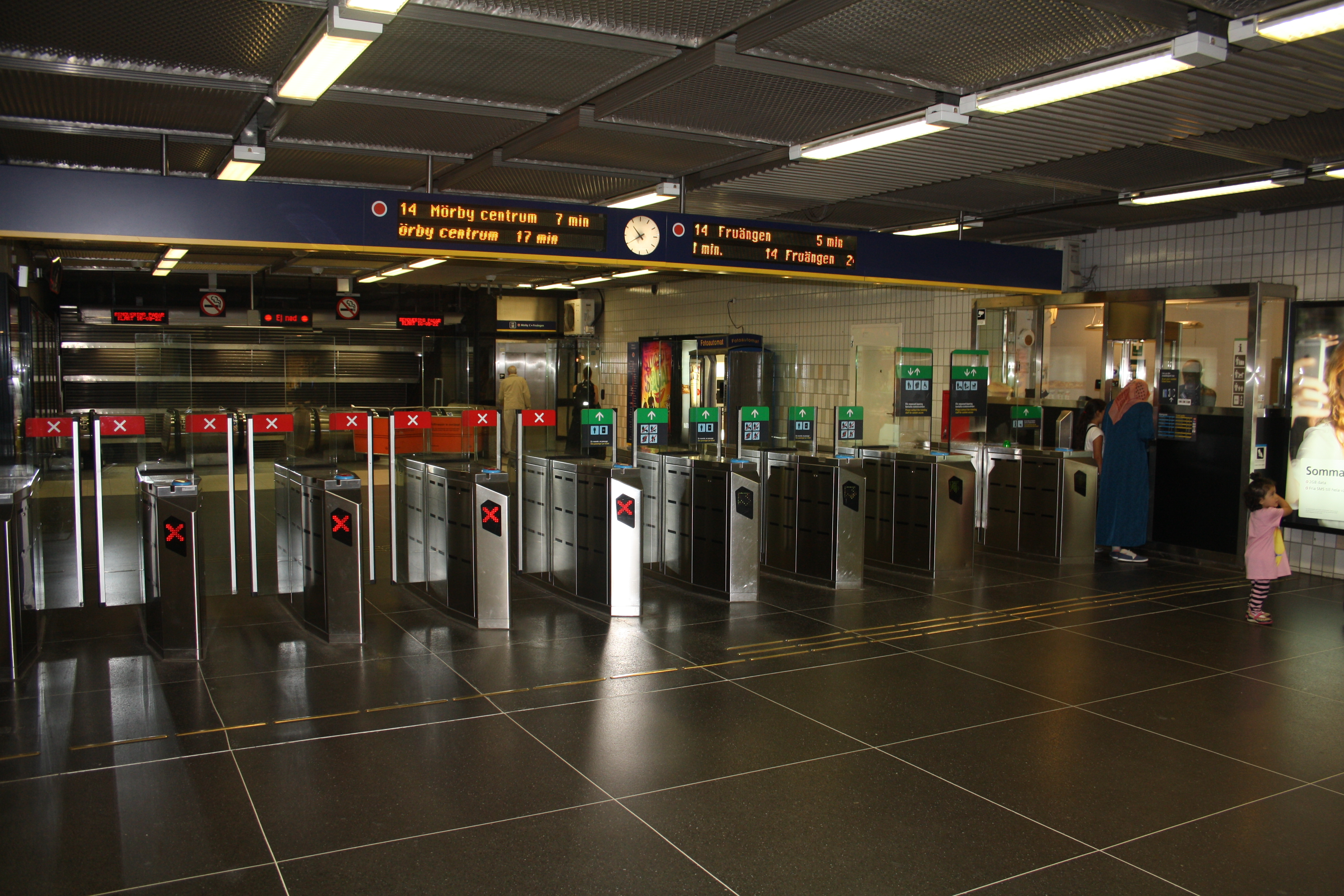
De toegangspoortjes
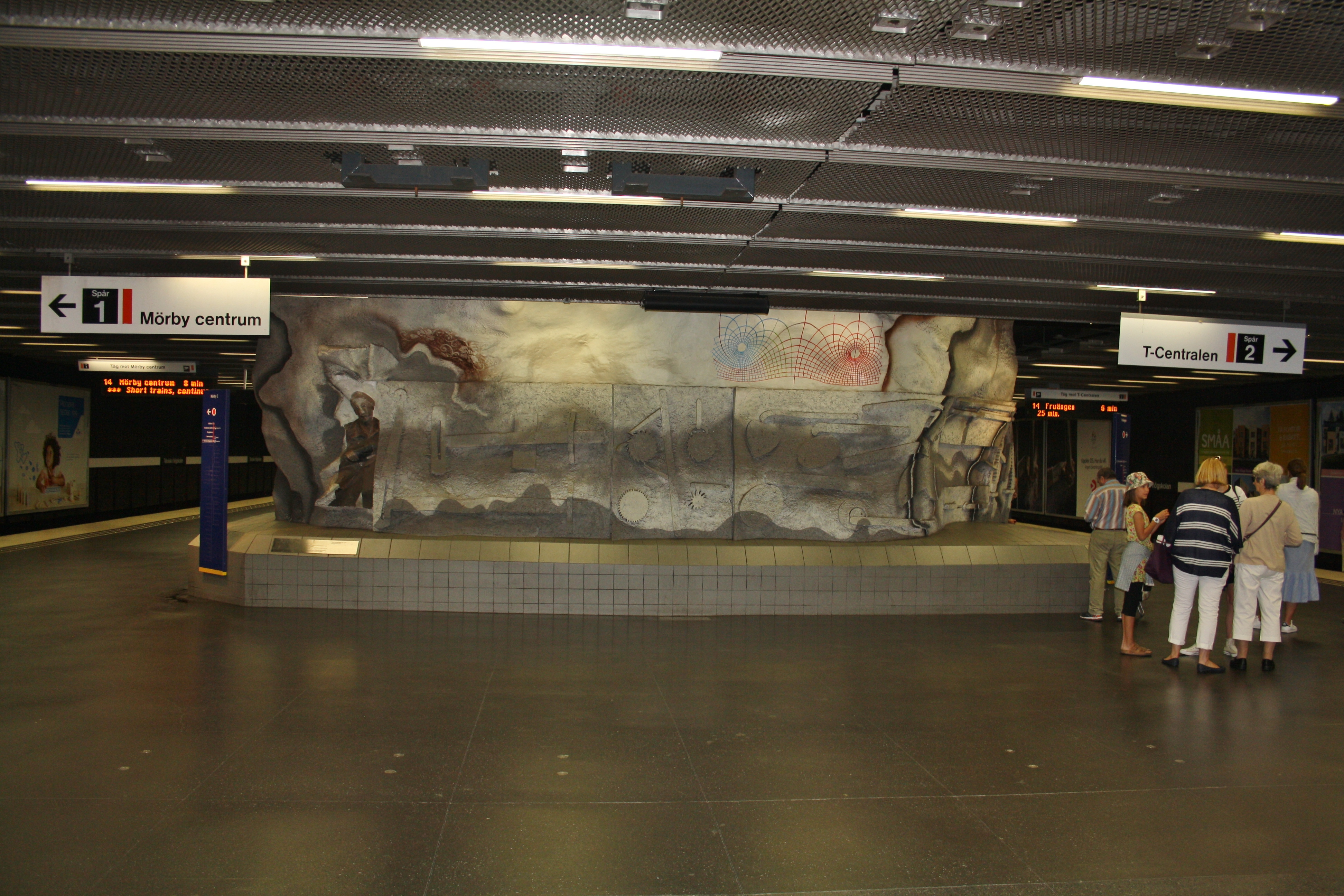
De beschilderde wand onder aan de roltrap

Fruängen·
Västertorp·
Hägerstensåsen·
Telefonplan ·
Midsommarkransen ·
Liljeholmen ·
Hornstull ·
Zinkensdamm ·
Mariatorget ·
Slussen ·
Gamla Stan ·
T-Centralen ·
Östermalmstorg ·
Stadion ·
Tekniska högskolan ·
Universitetet ·
Bergshamra ·
Danderyds sjukhus ·
Mörby centrum
- Catàleg d'autoritats de noms i títols de Catalunya: 981058512332306706
- Library of Congress Control Number: n79054590
- Virtual International Authority File: 267040694